# Anne Danican Philidor
Anne Danican Philidor (11 aprile 1681 – 8 ottobre 1728) è stato un compositore e oboista francese, musicista di corte ed esponente della famiglia Philidor. È ricordato in particolare come fondatore dei Concerts Spirituels.

## Biografia
Il nome Anne, diffuso nel Seicento in Francia come maschile, gli derivò da quello del padrino conte Anne de Noailles. Il padre, Philidor il Vecchio, era musicista di corte e compositore. Compositore fu anche il fratellastro François-André, sebbene sia più noto come scacchista.
A sedici anni compose la musica di scena per L'Amour vainqueur come pastorale eroica, una delle forme musicali in voga all'epoca. I suoi lavori più noti sono le opere Diane et Endymion e Danaé.
Nel 1698 divenne oboista della Grande Scuderia del re e nel 1704 succedette al padre come membro della Cappella reale.
Nel 1725 fondò il Concert Spirituel, nonostante l'opposizione dell'Académie royale che deteneva il privilegio reale di tenere concerti a Parigi. Due anni dopo fondò il Concert Français.